# Accolade
Accolade — американский разработчик и издатель компьютерных игр, существовавший в 1980-е — 1990-е годы. Компания располагалась в Сан-Хосе и была основана в 1984 Аланом Миллером (англ. Alan Miller) и Бобом Уайтхедом (англ. Bob Whitehead). Accolade — их вторая компания после Activision, первого независимого разработчика компьютерных игр.

## История

### Становление
Согласно расхожей истории, основатели назвали свою компанию «Accolade» (с англ. — «похвала, хороший отзыв, одобрение»; ист. акколада), потому что такое название в алфавитном справочнике будет напечатано перед Activision, что должно символизировать превосходство. Очевидно, они руководствовались тем же принципом при создании Activision, чьё название в справочниках печатается перед Atari. Позже создатели Acclaim, тоже выходцы из Activision, снова руководствовались аналогичными суждениями.
Accolade работала с большинством популярных домашних компьютеров 1980-х, таких как ZX Spectrum, Commodore 64, BBC Micro, Atari 400, Atari 800, Amstrad CPC, Amiga, Apple II и IBM PC-совместимый компьютер.
Наиболее известны следующие серии игр: Test Drive, Star Control и Hardball!, игре Slave Zero. Серии Test Drive и HardBall! впоследствии стали двумя наиболее долгоживущими франшизами Accolade.
По мере того как популярность указанных систем снижалась, Accolade переключилась на разработку для ПК и игровых приставок, включая NES, Mega Drive, SNES и PlayStation в течение жизненного цикла соответствующей платформы.
Все первые игры компании были собственной разработки. Позднее Accolade, будучи также издателем, распространяла также игры сторонних разработчиков. К середине 1990-х годов более половины издаваемых Accolade игр были сторонней разработки.

### Sega против Accolade
В октябре 1991 года компания Accolade стала участником важного для законодательства США в области интеллектуальной собственности судебного процесса против Sega. Sega, пытаясь бороться с нелицензионным копированием своих игр, и, пытаясь сохранить монополию на издание игр для приставки Sega Genesis, ввела в память выпускаемых ей игровых картриджей метку в виде слова SEGA, а в аппаратное устройство самой консоли — проверку на наличие такой метки, сделав невозможной работу на консоли как незаконно скопированных игр, так и игр сторонних разработчиков. Сотрудники Accolade методом обратной разработки обнаружили существование метки и проверку на ее наличие. Использование метки в играх самой Accolade привело к подаче судебного иска со стороны Sega. Суд принял два важных решения, признав законным копирование ради обратной разработки, и, постановив, что правовая защита товарных знаков не распространяется на товарные знаки, используемые в роли механизма блокирования или аутентификации.

### Упадок
В начале 1990-х компании сопутствовал некоторый финансовый успех. Лучше всего продавалась игра Bubsy для Genesis и SNES. Bubsy была наиболее успешной игрой компании до выхода Test Drive 4 в 1997 году. Star Control 2 для PC (1992, DOS) до сих пор высоко оценивается и стала одной из наиболее тепло встреченных игр своего времени. Однако, начиная с середины 1990-х, Accolade выпускала много игр самых разных жанров, большинство из которых были недоработанные и непримечательные.
Во время одной из конференций правления с продюсерами было принято далеко идущее решение: компания должна сконцентрироваться на разработке спортивных и экшн-игр. В сегменте спортивных игры у Accolade были следующие франшизы: HardBall!, Unnecessary Roughness и Jack Nicklaus Golf. В сегменте экшн-игр была единственная долгоживущая серия Test Drive.
Боб Уайтхед покинул Accolade вскоре после основания; Алан Миллер ушёл из компании в 1995 году. Незадолго до ухода Уайтхеда должность CEO занял Питер Харрис (англ. Peter Harris), который был рекомендован инвестиционным фондом Prudential Financial, вложения которого в компанию составляли 10 млн долларов. Харрис также входил в совет директоров и занимал должность CEO в FAO Schwarz, впоследствии став президентом Сан-Франциско Форти Найнерс. Харрис передал компанию в руки новичка индустрии компьютерных игр Джима Барнетта (англ. Jim Barnett). Под его руководством Accolade успешно перезапустила серию Test Drive, создала её ответвление Test Drive Off-Road и выпустила обе серии на PlayStation.
В начале своего существования бизнес у Accolade шёл вполне хорошо, но к началу 1990-х продажи стали снижаться, и менеджмент был вынужден произвести несколько сокращений персонала. Под руководством Джима Барнетта компания провела ряд перезапусков в сегменте экшн-игр, выпустив Test Drive 4, 5 и 6, а также Test Drive Off-Road, проданные миллионными тиражами и ставшие одними из лучших хитов в коллекции издательства Sony. В конечном итоге компания была приобретена французским издателем Infogrames, что произошло вскоре после выхода игры Redline в 1999 году. Accolade стала точкой вхождения Infogrames на рынок США. Вскоре компания была переведена в Лос-Анджелес и в 2001 закрыта окончательно. Сейчас часть её активов и персонала входят в состав реорганизованной Atari.